# BBC Four
BBC Four（ビービーシー・フォー）は、英国放送協会 (BBC) のテレビチャンネル。イメージカラーは紫■。

## 概要
BBC Four は、2002年3月2日に BBC Knowledge に替わって開局した。
放送番組のジャンルは、ドラマ、ドキュメンタリー、音楽、外国映画、コメディが主である。BBC Three と同様に放送時間は午後7時から深夜4時までで、それ以外の時間帯には放送を行わない。
BBCは2022年5月26日には経営改革の一環として、2025年以降に子供向け局のCBBCと共に放送を停止し、オンライン配信のみとする方針を表明したが、2023年3月に、2017年と比べて予算が半減したことや、BBC Threeの復活が不振だったことを受け、放送を停止し、オンライン配信のみとする方針を撤回することを検討している。

2021年10月20日までのロゴ